# Ukiyo-zōshi
Ukiyo-zōshi (浮世草子, "llibres del món flotant") és el primer gran gènere d'acció de la literatura japonesa, es va escriure entre els anys 1680 i la dècada de 1770 a Kioto i Osaka. La literatura ukiyo-zōshi va ser desenvolupada a partir del gènere kana-zōshi i, de fet, els seus primers treballs van ser classificats com d'aquest darrer gènere. El terme ukiyo-zōshi aparegué per primera vegada al voltant de 1710 per a fer referència a les obres de tema amoròs o eròtic, però més tard es va usar per a referir-se a la literatura que abasta una gran varietat de tmes i aspectes de la vida durant el període Edo (1603-1868).
El llibre d'Ihara Saikaku Vida d'un home amorós és considerat el primer llibre d'aquest gènere.